# Петер Геґеманн
Петер Геґеманн (англ. Peter Hegemann, нар. 11 грудня 1954 Мюнстер, Німеччина) — німецький біохімік і біофізик, фахівець з фотобіології, піонер оптогенетики. Професор Берлінського університету імені Гумбольдтів.
Вивчав хімію в рідному місті і в Мюнхені.
Докторський ступінь з біохімії отримав під орудою Dieter Oesterhelt у Max Planck Institute of Biochemistry. Був постдоком у Сіракузькому університету в Нью-Йорку, потім в 1986 році повернувся до Німеччини. В 1992 році хабілітувався з біохімії у Мюнхенському університеті. З 1993 по 2004 рік професор біохімії Регенсбурзького університету. З 2005 року професор Берлінського університету імені Гумбольдтів, з 2015 року професор Hertie з нейронаук.

## Нагороди та визнання
- 2010: Премія Карл Гайнц Беккуртса[de][4]
- 2010: Премія Вайлі[en] з біомедицини[5]
- 2012: Премія Цюльха[de] [6]
- 2012: член Леопольдини[7]
- 2013: Премія Лейбніца
- 2013: Louis-Jeantet Prize for Medicine[en][8]
- 2013: The Brain Prize[en][9]
- 2014: член EMBO[10]
- 2014: член Берлін-Бранденбурзької академії наук
- 2014: член Німецької академії наук і техніки[en]
- 2015: Старший науковий професор Нейрології Hertie-Stiftung[de][11]
- 2015: Berliner Wissenschaftspreis[de][12]
- 2015: почесний професор Нанкинського університету науки і технологій
- 2016: Hector Wissenschaftspreis[de] & Hector Fellow[13][14]
- 2016: Премія Мессрі[en] (спільно з Карлом Дейссеротом та Геро Мізенбеком)
- 2016: Премія Гарві Техніон - Ізраїльський технологічний інститут[15]
- 2017: Премія Грегора Менделя[de] від Леопольдини
- 2018: Премія Отто Варбурга[en][16]
- 2018: Міжнародна премія Гайрднера[17];
- 2019: премія Румфорда Американської академії мистецтв і наук;
- 2019: премія фонду Воррена Альперта[de];
- 2020: премія Шао[18]  спільно з Георг Нагель/Петер Геґеманн;
- 2021: премія Ласкера[19]